# Textron AirLand Scorpion
Die Scorpion von Textron und AirLand Enterprises ist ein leichtes Erdkampf- und Aufklärungsflugzeug, das überraschend im September 2013 vorgestellt wurde, nachdem das Muster zuvor geheim bei Cessna entwickelt worden war.
Der erste Prototyp absolvierte den Erstflug am 12. Dezember 2013. Im Oktober 2016 fanden erste Tests mit gelenkten und ungelenkten Raketen statt, dabei wurden Hydras und AGM-114 Hellfires von der Scorpion abgefeuert. Der Schwerpunkt der Entwicklung der Scorpion lag auf der Reduzierung der Entwicklung-, Produktions- und Betriebskosten, weshalb als Grundlage das Geschäftsreiseflugzeug Cessna Citation genutzt wurde. Es wurden auch zahlreiche Komponenten aus dem zivilen Markt verbaut. Gleichzeitig ist die gesamte Flugzeugzelle aus Verbundwerkstoffen hergestellt, womit eine erhebliche Gewichtsreduktion erreicht worden sein soll.
Die Scorpion ist für sogenannte „low-threat-missions“ optimiert, bei denen der Einsatz einer teureren F-16 oder A-10 nicht nötig ist. Die Scorpion nahm nicht am T-X-Programm der United States Air Force für den Ersatz des Northrop T-38-Schulflugzeuges teil, da sie nicht den Anforderungen des Programms entsprach.

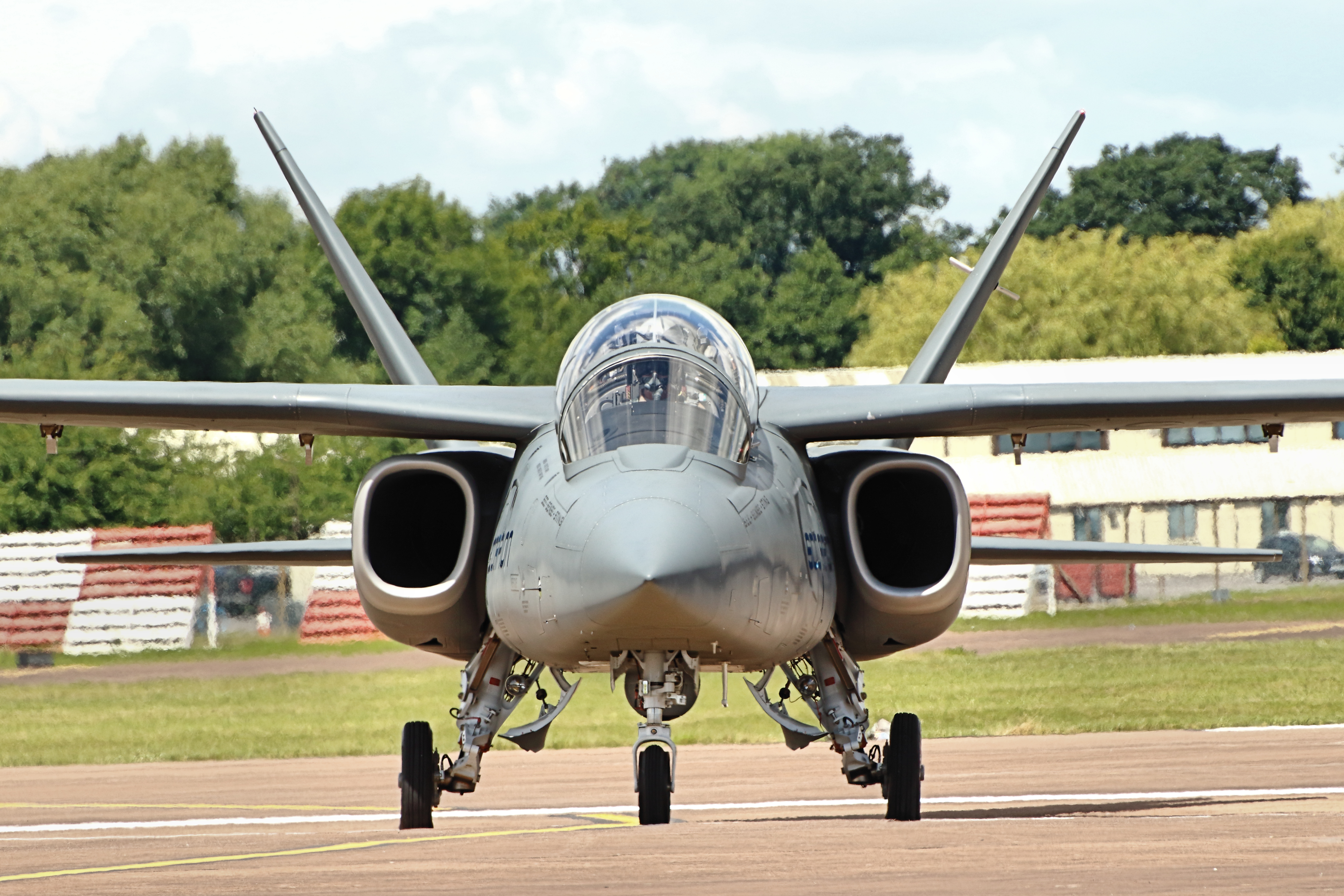
Frontansicht

## Technische Daten
| Kenngröße              | Daten                                                                            |
| ---------------------- | -------------------------------------------------------------------------------- |
| Besatzung              | 2                                                                                |
| Länge                  | 13,26 m                                                                          |
| Spannweite             | 14,43 m                                                                          |
| Höhe                   | 4,30 m                                                                           |
| Flügelfläche           | 26,70 m²                                                                         |
| Flügelstreckung        | 7,8                                                                              |
| Leermasse              | 5352 kg                                                                          |
| max. Startmasse        | 9639 kg                                                                          |
| Treibstoffkapazität    | 2722 kg                                                                          |
| Höchstgeschwindigkeit  | 833 km/h                                                                         |
| Dienstgipfelhöhe       | 13.700 m                                                                         |
| Überführungsreichweite | 3800 km                                                                          |
| Flugdauer              | etwa 5 h                                                                         |
| Triebwerke             | zwei Mantelstromtriebwerke Honeywell TFE731, je 17,65 kN                         |
| Bewaffnung             | bis zu 2800 kg Waffenlast an sechs Außenträgern und einem internen Waffenschacht |